# پولمن (ویرجینیای غربی)
پولمن(به انگلیسی: Pullman) شهری در ایالت ویرجینیای غربی کشور ایالات متحده آمریکا است که جمعیت آن در سرشماری سال ۲۰۱۰ میلادی، ۱۵۴ نفر بوده‌است.